# Hangzhoubugten
Hangzhoubugten (杭州湾; pinyin: Hángzhōu Wān) er en bred bugt i det Østkinesiske Hav som ligger ind til provinsen Zhejiang og Shanghai.
Qiantang-floden har sit udløb i bugten. Hangzhoubugtens beliggenhed og tragtformede udformning fører periodevis til en koncentreret tidevandsbølge som skyller langt op Qiangtan-floden ind mod byen Hangzhou. Denne tidevandsbølge er verdens største, og er til tider en form for en tsunami. Under visse omstændigheder ved springflod, lavtryk og pålandsvind, kan den nå ni meters højde, og skyller op af floden med en fart på op til 40 km i timen. Sådanne forhold optræder særlig om efteråret.
Hangzhoubugten har mange små øer. De fleste af dem går under det kollektive navnet Zhoushanøerne. De strækker sig ud fra bugtens ydre sydlige ende.
Bugten er kendt for to lange broer.
Hangzhoubugtbroen går helt over bugten og knytter således området omkring Shanghai med området omkring Ningbo. Broen blev åbnet for trafik i marts 2008. Med en længde på 36 kilometer er den den længste havsbro i verden (2008). Bygværket består blandt andet af to skråstagsbroer med en spændvidde på henholdsvis 448 m og 318 m.
En anden bro, Donghaibroen, går ud til nogle øer som vil fungere som en stor ydre havn for Shanghai, hvis havneanlæg inde i og nær byens centrum, og nede ved Yangtzefloden begyndte at blive utilstrækkelige for behovet omkring år 2000. Donghaibroen stod færdig i december 2005 og har en samlet længde på 32,5 kilometer ud til dybvandshavnen Yangshan. Det meste af strækningen er broen en lavbro.
En tredje bro må også nævnes. Helt inde ved flodudløbet er Qiantangbroen, som blev bygget i 1930'erne som den første stålbro over en større kinesisk flod.
30°17′7″N 120°55′28″Ø / 30.28528°N 120.92444°Ø